# Rote Pianisten (Roman)

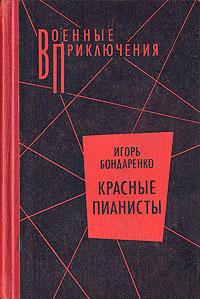
Rote Pianisten

Rote Pianisten ist ein Roman des russischen Schriftstellers Igor Michailowitsch Bondarenko, der 1990 veröffentlicht wurde.

## Inhalt
Das ist die vollständigste Version über die „Rote Kapelle“— ein Kundschafternetz in den Staaten Westeuropas während des Zweiten Weltkrieges, als Roman dargestellt. Der Autor traf sich mehrmals in Berlin und Budapest mit den Kundschaftern des sowjetischen Nachrichtendienstes Sándor Radó (Deckname – Dora) und Ruth Werner (Deckname – Sonja), die in den 1980er Jahren in Ostberlin wohnte. Außerdem hat der Autor in den Archiven von Berlin geforscht und schildert im Roman die Aktionen des deutschen Sicherheitsdienstes, der die für Moskau arbeitenden Gruppen in Deutschland, Belgien, Frankreich, in den Niederlanden und Österreich 1942 liquidieren konnte.
Das Dora-Gruppenzentrum lag in der Schweiz, was den SD dabei hinderte, schnell auch diese Gruppe zu neutralisieren. Das gelang erst 1943, als der Ausgang des Krieges schon vorausbestimmt war. In der Hauptverwaltung der Reichssicherheit — die 6. Abteilung – und in der Gestapo hatten alle für Moskau arbeitenden Kundschaftsgruppen einen gemeinsamen Codenamen „Rote Kapelle“. Die Gruppe von Sándor Radó wurde ausgesondert und bekam eine eigene Bezeichnung — „Die Rote Drei“ (nach der Senderzahl in Genf und Lausanne).
Der Roman des französischen Journalisten Gilles Perrault „Rote Kapelle“ beschreibt nur den „französisch-belgischen Zweig“, der von Leopold Trepper („Großchef“) und Anatoli Gurewitsch („Kleinchef“, Deckname „Kent“) geleitet wurde. Die beiden Gruppen wurden bereits 1942 liquidiert, und ihre Leiter führten ein Radiospiel mit Moskau unter Gestapokontrolle. Nach dem Krieg wurden sie Repressalien unterworfen. Die Hauptinformationsquellen befanden sich natürlich auf dem Territorium Deutschlands. Am stärksten und höchsteffektiv war die Schulze-Boysen/Harnack-Gruppe, die eigentlich nicht nur eine Kundschaftsgruppe war, sondern eine verzweigte antinazistische Organisation, die Flugblätter fertigte und verbreitete und andere Kampfformen gegen das Naziregime ausnutzte.

## Helden des Romans
- Sándor Radó — Resident des sowjetischen Erkundigungsdienstes in der Schweiz.
- Harro Schulze-Boysen — Oberleutnant der Luftwaffe, diente im Stab des Reichsmarschalls Göring, in der Abteilung, wohin die Nachrichten von den deutschen Luftwaffenattachés aus verschiedenen Ländern (Kundschaftsdienst) einliefen.
- Arvid Harnack — Regierungsoberrat im Wirtschaftsministerium des Dritten Reiches (Rang eines stellvertretenden Ministers), hatte auch Zutritt zu den geheimsten Unterlagen über das industrielle Potential Deutschlands.
- John Sieg — bekleidete einen wichtigen Posten bei der Reichsbahn — Verkehrsbefehlshaber des Stettiner Bahnhofs in Berlin, von dem der Truppentransport an die Ostfront abfuhr.
- Libertas Schulze-Boysen— Harro Schulze-Boysens Frau, Referentin am Goebbels-Propagandaministerium (beaufsichtigte das Berliner Filmstudio „Defa“).
- Herbert Gollnow — Oberleutnant, bekleidete einen wichtigen Posten in der Wehrmachtsabteilung. Die Hauptspezialisierung dieser Abteilung war die Vorbereitung der Diversionen auf dem Territorium der UdSSR.
- Horst Heilmann — diente in der Abteilung für Dechiffrieren der feindlichen Sender.
- Mildred Harnack — Arvid Harnacks Frau, Doktor der Philosophie, arbeitete an der Universität Berlin.
- Erika Gräfin von Brockdorff — aus ihrer Wohnung wurden Rundfunksendungen nach Moskau geführt.
- Hans Coppi — Schulze-Boysens Funker.
- Hilde Coppi — die Frau des Funkers Hans Coppi, eine Teilnehmerin des antinazistischen Widerstandes in Deutschland.
- Anna Kraus — „Hofastrologin“, bei der die obersten Leiter des Dritten Reiches „sich beraten“ ließen.
- Ilse Stöbe — eine bekannte Journalistin, arbeitete seit 1932 zu zweit mit dem Legationsrat des Außenministeriums Rudolf Schelija.

## Interessante Fakten
- Als Frankreich 1940 eine Niederlage erlitt und kapitulierte, begannen französische Geheimagenten (Long — Deckname, und andere) für Rado zu arbeiten, das heißt für Moskau, weil General De Gaulle in London die Organisation „Das kämpfende Frankreich“ gegründet hatte und die Unterstützung der UdSSR erklärte. Long und andere französische Kundschafter hielten Sowjetrussland für einen Verbündeten, und da De Gaulle noch keinen eigenen Nachrichtendienst hatte, arbeiteten sie für Rado. Sie hatten ihre eigenen Informationsquellen in Deutschland.
- Eine besonders wertvolle Information bekam nun Rado von einem gewissen Taylor (Schneider). Schneider war ein deutscher Antifaschist, der, als Hitler zur Macht kam, in die Schweiz emigriert war. Er hatte einen Freund — einen gewissen Rudolf Rößler. Der war auch nach 1933 in die Schweiz emigriert. Aber Rößler blieb kein passiver Antifaschist, sondern er beschloss, aktiv gegen das Naziregime zu kämpfen. In Luzern hielt Rößler (sein Deckname war „Luzy“) einen Bücherladen. Viele seiner Freunde, die zwar nicht emigriert waren, aber auch gegen Hitler waren, bekleideten ziemlich bedeutende Posten in verschiedenen oberen Staatsorganen Deutschlands: im Stab des Oberkommandos, im Stab der Luftwaffe bei Marschall Göring, im Außenministerium. Sie lieferten ihrem Freund Rößler die wertvollste Information über die Pläne des Deutschen Kommandos. Diese antinazistische Gruppe sah die Rettung ihres Landes von „der braunen Pest“ in der Niederlage der Hitlerarmee an der Front.
- Mit der Liquidierung der Schweizer „Roten Drei“ beschäftigte sich der Brigadeführer SS Walter Schellenberg. Zuerst versuchte er den Brigadenobersten Roger Masson, den Chef des Schweizer Geheimdienstes, für die Mitarbeit zu gewinnen. Um die Schweizer Spionageabwehr (Masson) zu zwingen, die „Rote Drei“ zu liquidieren, wurde ein falscher Befehl fabriziert über das Verschieben des Bergschützenkorps, das General Dietl befehligte, an die Grenzen der Schweiz. Das wurde auf der höchsten Ebene vereinbart – mit Himmler und Hitler. Zur Glaubwürdigkeit wurde General Dietls Stab wirklich aus Norwegen an die Grenzen der Schweiz verschoben. Schellenberg organisierte das „Durchsickern der Information“. Das war eine sehr ernste Androhung, und die Armee- und Abwehrleitung der Schweiz bekamen von den Deutschen Nahfunktionspeilgeräte, und mit denen entdeckten sie alle Funker von Sándor Radó. Radó selbst gelang es, die Grenze zu Frankreich zu überqueren und sich einer der kommunistischen Partisanengruppen, den Maquis anzuschließen.
- Die Namen der Personen, die in Deutschland für Rößler gearbeitet haben, sind bisher unbekannt. Rudolf Rößler selbst ist am 12. Dezember 1958 in Krins, bei Luzern gestorben, ohne die Namen seiner Informanten genannt zu haben.

## Personengalerie

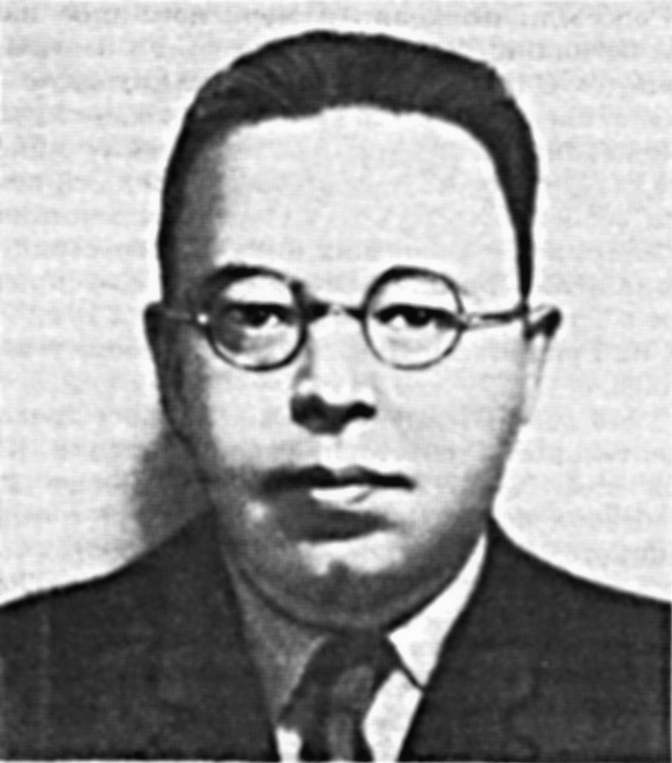
Sándor Radó
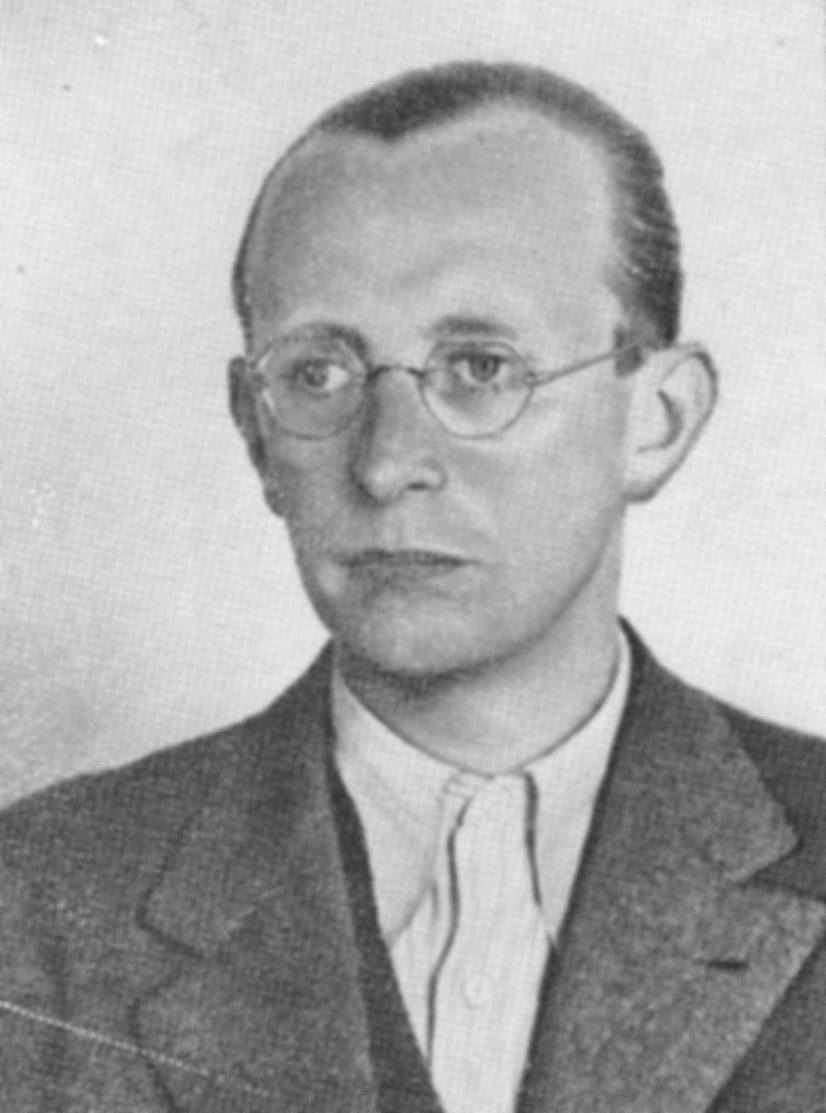
Arvid Harnack
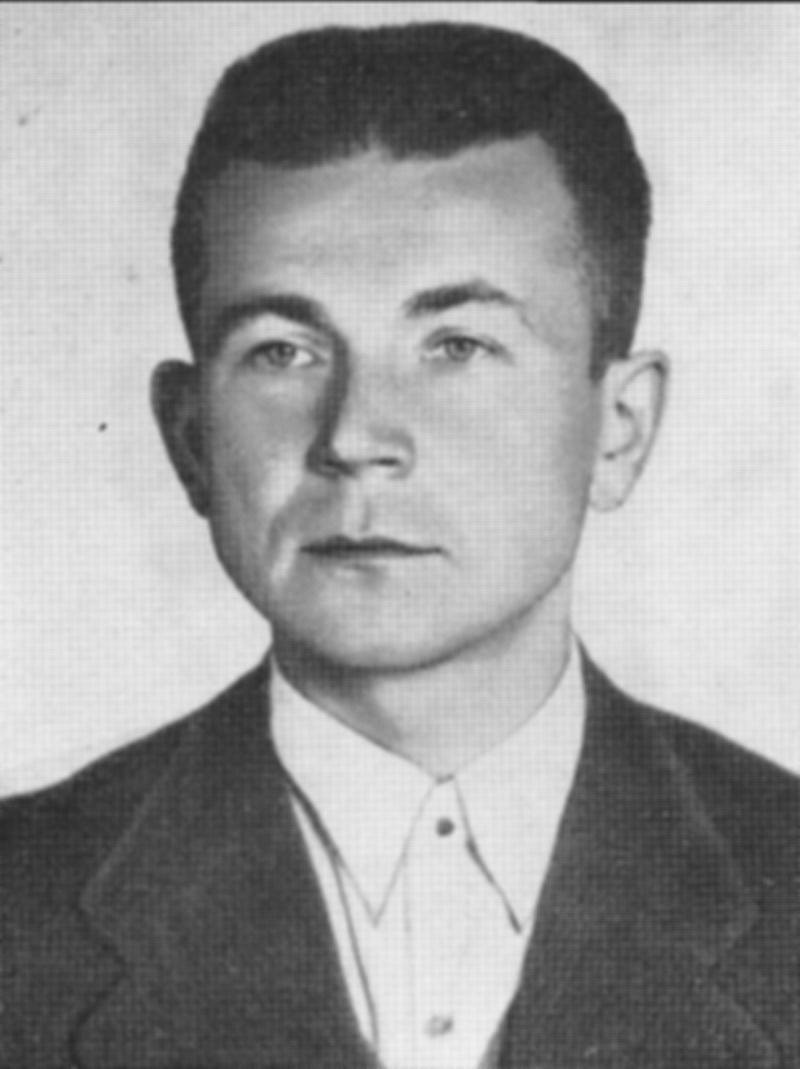
Herbert Gollnow
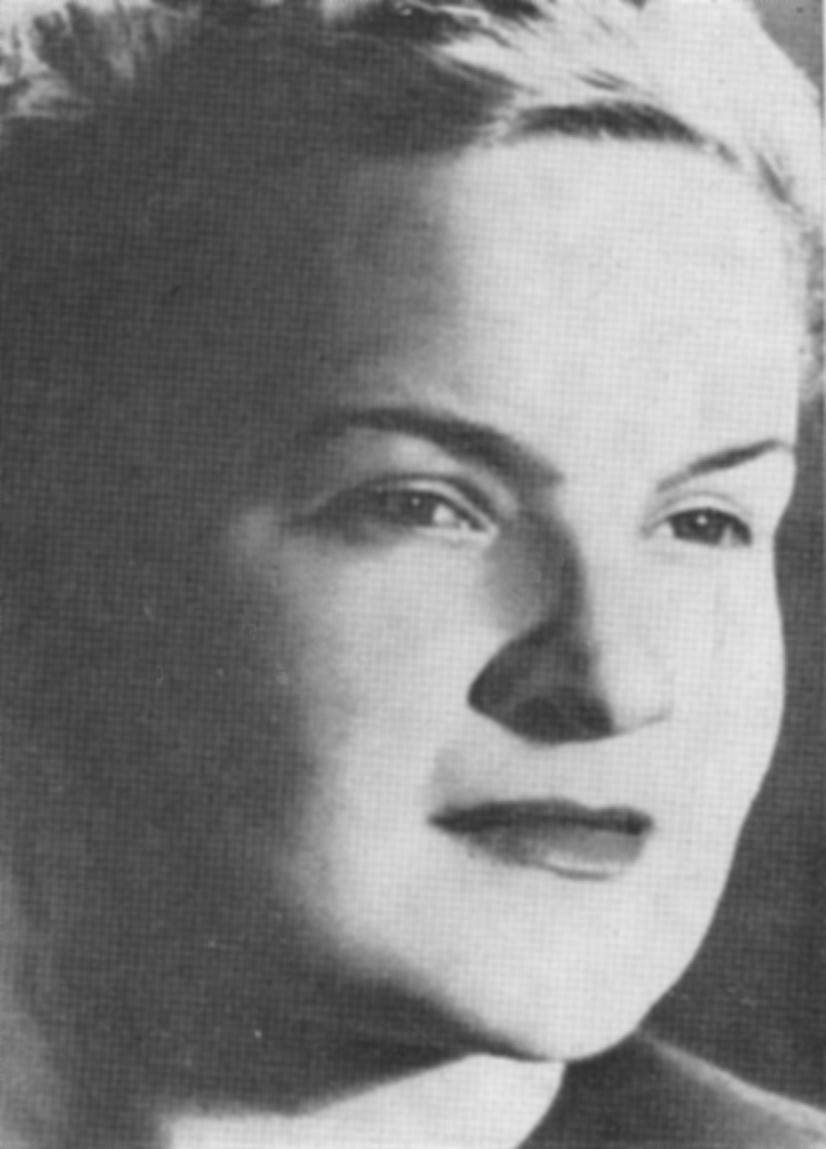
Erika Gräfin von Brockdorff
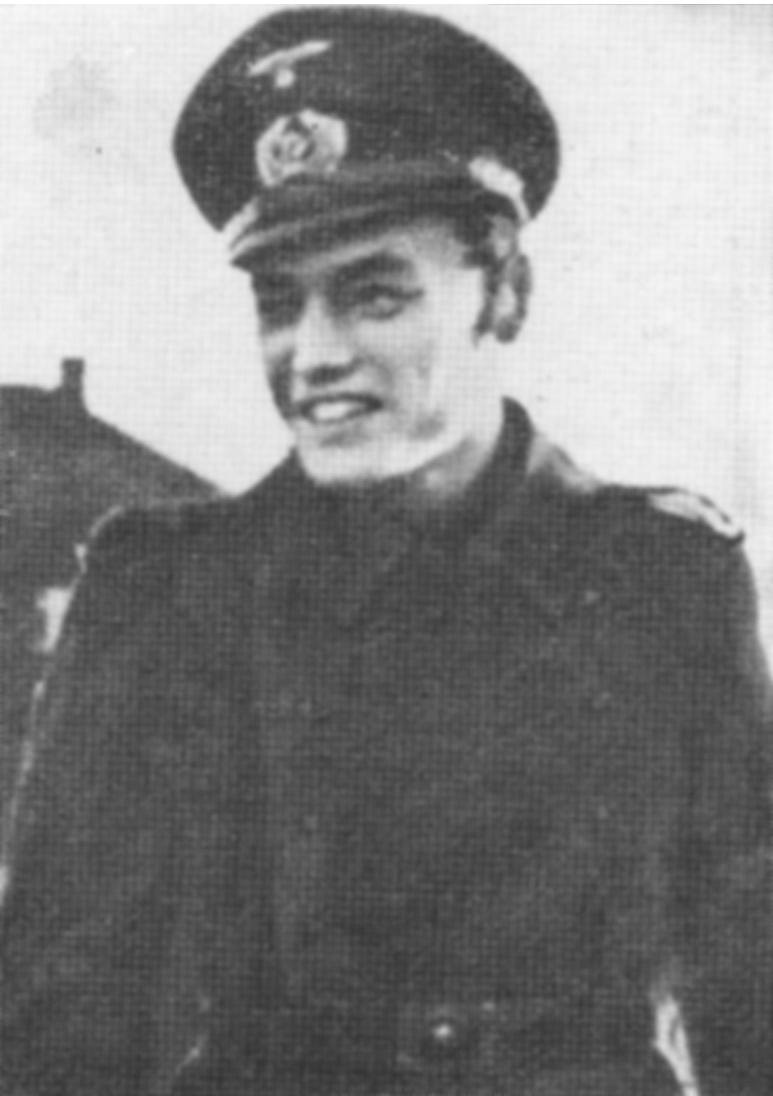
Horst Heilmann
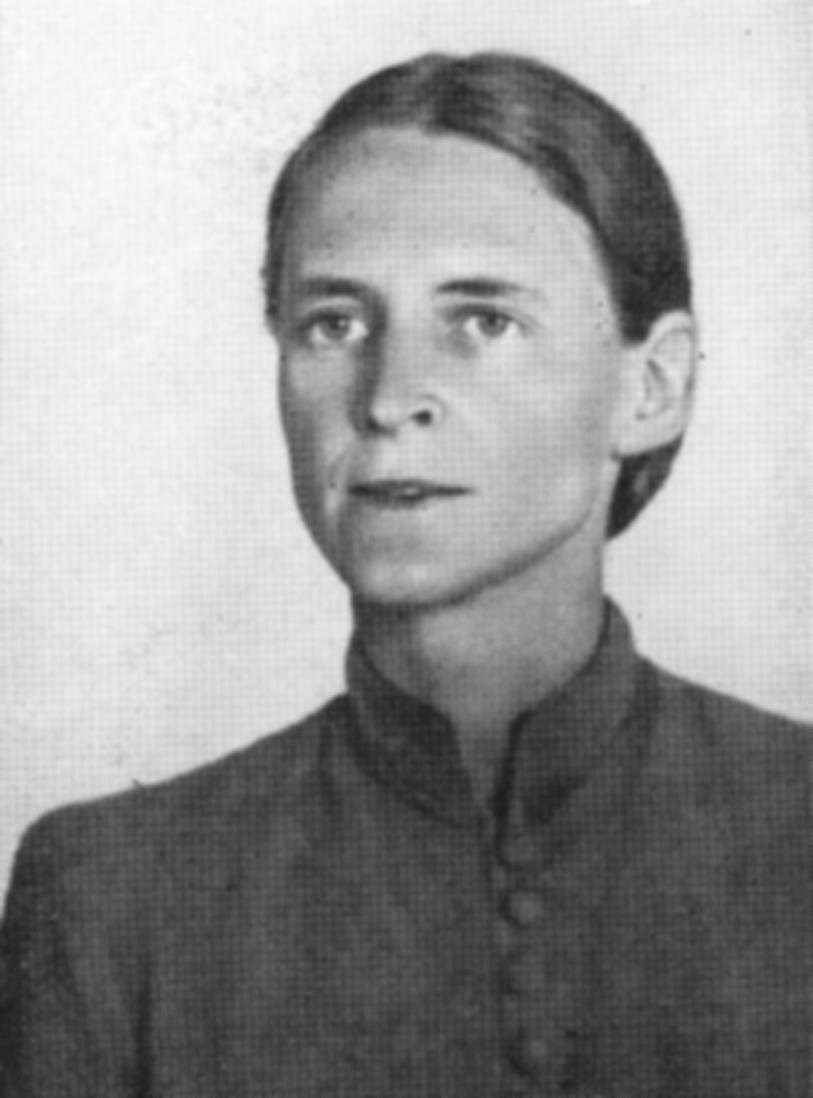
Mildred Harnack
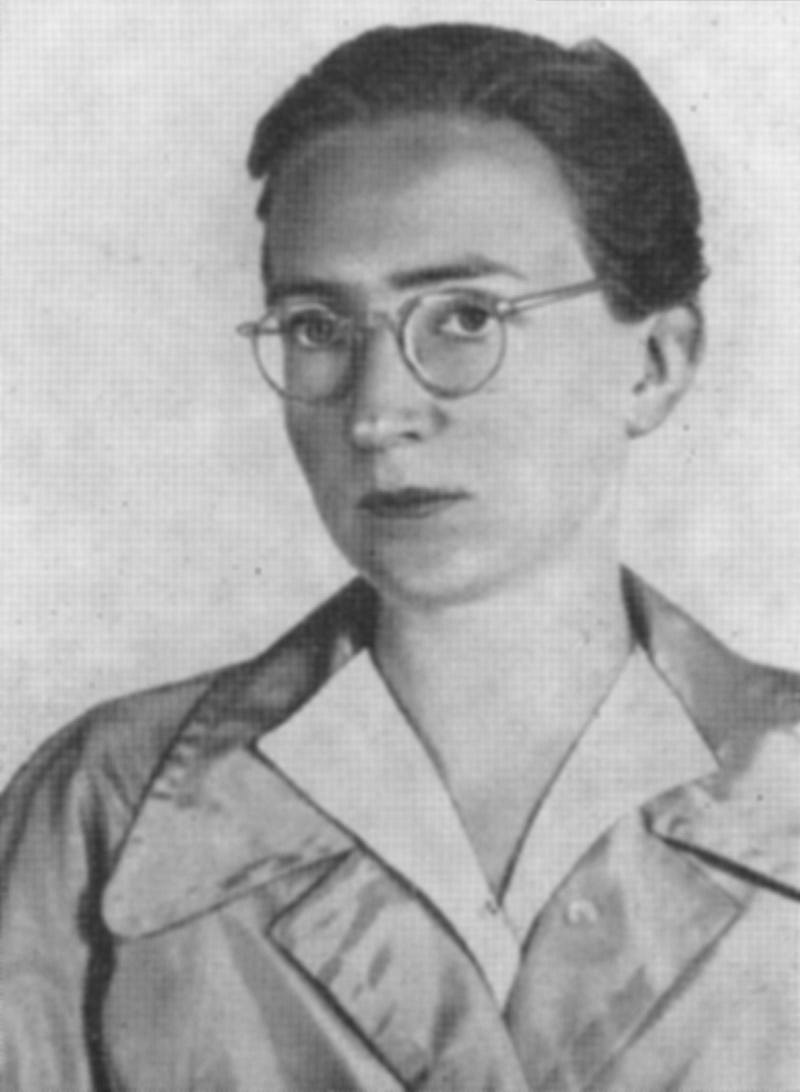
Hilde Coppi
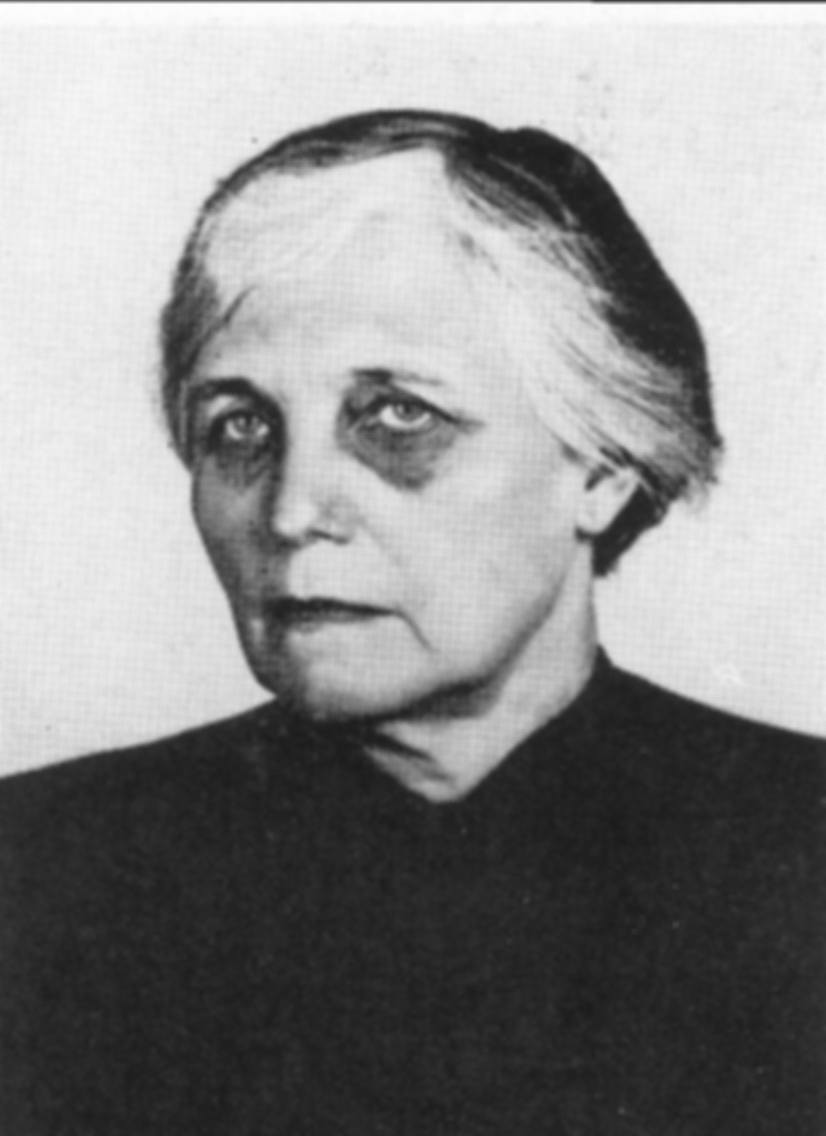
Astrologin Anna Kraus
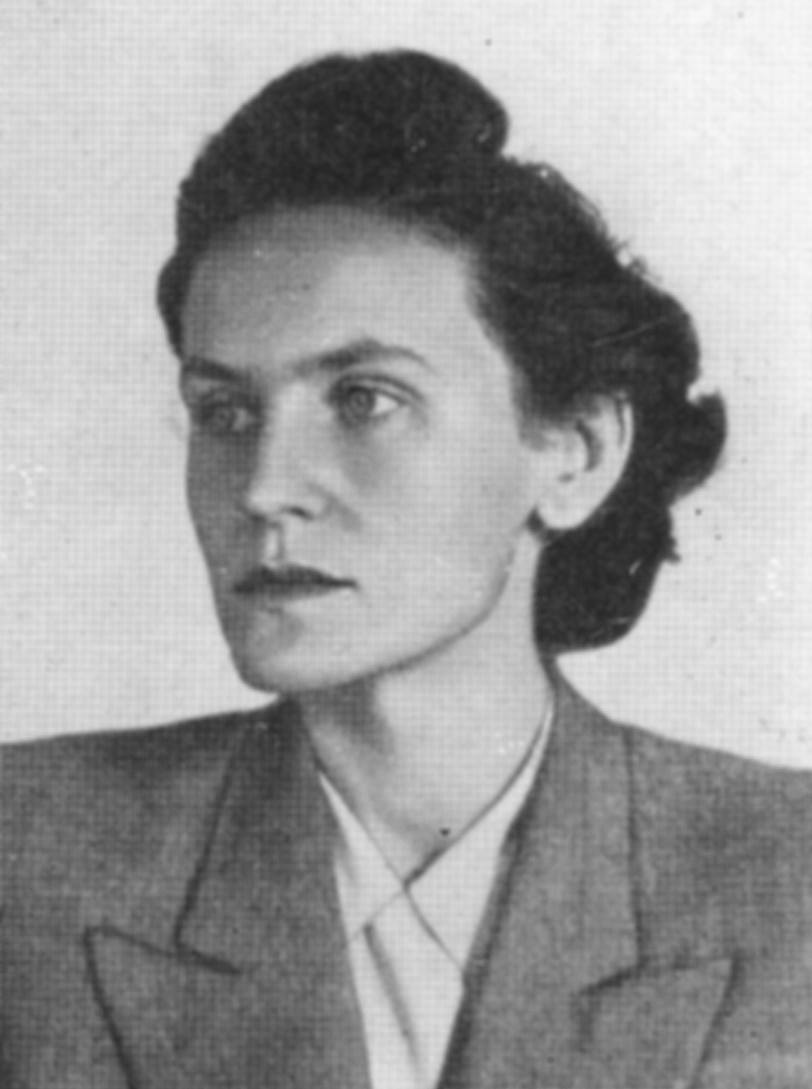
Ilse Stöbe
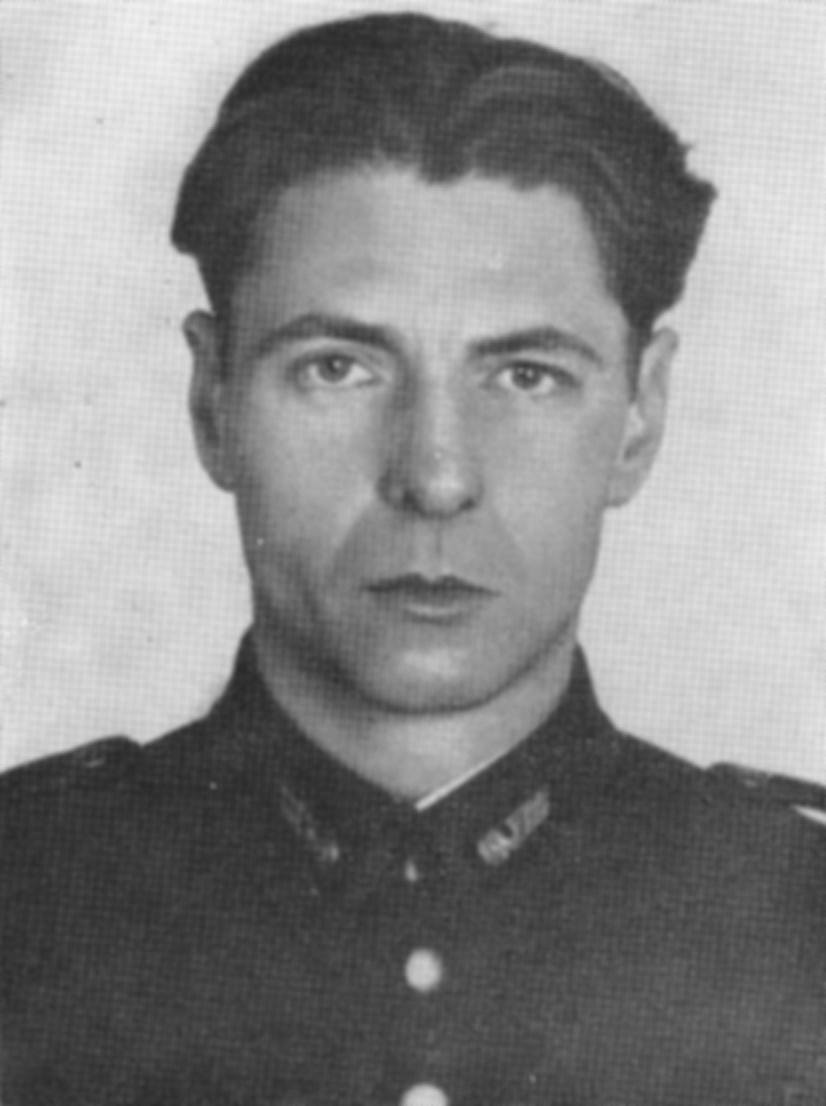
John Sieg